# سبوالخرط (الحوافات)
سبوالخرط هي إحدى مشيخات المملكة المغربية، تتبع جغرافيا لإقليم سيدي قاسم وإداريًا لالحوافات. يقدر عدد سكانها بـ 7092 نسمة حسب الإحصاء الرسمي للسكان والسكنى لسنة 2004.